# Salomé (obra de teatre)
Salomé és una tragèdia de l'escriptor irlandès Oscar Wilde del 1891 que mostra, en un sol acte, una versió molt personal de la història bíblica de Salomé. Fillastra del governant Herodes Antipas, va demanar al seu pare el cap de Joan Baptista en una safata de plata com a recompensa per haver ballat davant seu.

## Argument
Oscar Wilde afegeix al personatge de la Salomé tot un argument que trastoca la història evangèlica de Joan Baptista. A la Bíblia Salomé demana la mort de Joan Baptista per instigació de la seva mare Heròdies, a qui Joan retreia conviure amb Herodes tot i estar casada amb Filip, germà d'Herodes. A l'obra de Wilde, en canvi, Salomé està enamorada de Joan, qui rebutja el seu amor. La petició que sigui decapitat es produeix, doncs, per despit. Després de la mort, en una combinació d'eros i thànatos molt pròpia de l'època (ja abans a l'obra un soldat sirià, enamorat de la Salomé, s'havia suïcidat), Salomé besa els llavis del cap tallat de Joan. Herodes, enamorat de Salomé, ordena matar-la.